# Menachinone-7
Il menachinone-7, detto anche trans-menachinone-7 o vitamina K2 MK-7, è una vitamina liposolubile che venne scoperta dopo la vitamina K, che invece fu scoperta dal danese Henrik Dam che, assieme ai suoi colleghi di ricerca, ottenne il premio Nobel nel 1929.
La vitamina K2 MK-7 fa parte della famiglia della vitamina K che conosciamo come vitamina coagulante: la K2 MK-7 ha proprietà benefiche inerenti alla produzione della proteina osteocalcina, la quale è un agente di rimozione del calcio nei tessuti molli e nelle arterie riconducendolo nel tessuto osseo; per questo motivo la sua importanza è diversa da quella della vitamina K.
La vitamina K2 MK-7 ha molte proprietà benefiche preventive: per l'osteoporosi, per il cuore (riduce il calcio nelle valvole e le arterie), rimuove il tartaro dai denti mantenendoli in salute, ha un'azione antiinfiammatoria ed è anche un antiossidante e può combattere i radicali liberi.
La vitamina K2 MK-7 è presente in alimenti ricchi di grasso come uova, formaggi, latte e carne rossa, ma la catena alimentare deve provenire da animali da pascolo in libertà; è presente in quantità anche nel formaggio fermentato e nel nattō (soia fermentata) presente in Giappone.
Attualmente ci sono 192 studi scientifici sul cancro in National Library of Medicine (National center for biotechnology informational)